# Regeneriersalz
Regeneriersalz (auch Spülmaschinensalz oder Spezial-Salz genannt) ist ein hoch gereinigtes Natriumchlorid in der Verwendung als Spezialsalz für Anlagen zur Wasserenthärtung. Es ist in verschiedenen Korngrößen und auch in Tabletten gepresst erhältlich. Es dient dazu, die Aufnahmefähigkeit des Ionenaustauschers für Calcium- und Magnesiumionen wiederherzustellen. Diese Erdalkaliionen werden aus dem Wasser entfernt, um die Wasserhärte zu senken. Beim Rückspülen, der sogenannten Regeneration, werden sie durch eine hohe Konzentration an Natriumionen aus dem Ionenaustauscherharz verdrängt. 

## Anwendung
In Geschirrspülmaschinen erfolgt die Wasserenthärtung mittels Ionenaustauscher, um Ablagerungen aus Kalkseife und Kalk zu vermeiden, die besonders auf Gläsern und glänzendem Besteck störend sind. Bei sehr weichem Wasser muss der Regenerierprozess seltener erfolgen. Oft regenerieren Geschirrspülgeräte jedoch automatisch in regelmäßigen Zeitabständen, ohne zuvor die Notwendigkeit einer Regeneration zu erfassen. Es gibt jedoch auch Maschinen, die bei entsprechender Einstellung der Wasserhärte bei sehr weichem Wasser kein Salz benötigen.
Speisesalz ist ungeeignet, wenn es Zusätze wie Rieselhilfen (wie Magnesiumchlorid), Iodat oder Fluoride enthält. Deren Kationen beeinträchtigen mit der Zeit die Funktion des Ionenaustauschers. Außerdem hat Speisesalz nicht die geeignete Korngröße.
Wesentliche Kriterien für die Qualität von Regeneriersalz sind seine Löslichkeit und Lösungsgeschwindigkeit.
Regeneriersalz für Trinkwasseranwendungen muss in Deutschland gemäß § 11 Trinkwasserverordnung 2001 (Stand November 2006) den Reinheitsanforderungen der DIN EN 973 Tabelle 1: Typ A und Tabelle 3 entsprechen. 
Regeneriersalz war zu Zeiten der Salzsteuer (also vor 1993) von der Salzsteuer befreit.